# سيمون دتون
سيمون دتون (بالإنجليزية: Simon Dutton)‏ هو ممثل بريطاني، ولد في 1958 في باكينغهامشير في المملكة المتحدة.

## أعمال

### أفلام
- (2011) 1911[3]

## وصلات خارجية
- سيمون دتون على موقع IMDb (الإنجليزية)
- سيمون دتون على موقع قاعدة بيانات الفيلم (الإنجليزية)